# Hugo Simberg
Hugo Simberg, född 24 juni 1873 i Fredrikshamn i Storfurstendömet Finland, död 12 juli 1917 i Etseri i Finland, var en finländsk målare, grafiker och skulptör, i huvudsak verksam inom symbolismen.

## Liv och verk
Hugo Simberg var ett av nio barn till översten och postförvaltaren Nicolai Edvard Simberg (1822–1915) och dennes andra hustru Ebba Mathilda Widenius (1840–1897). Fadern hade dessutom nio barn i sitt första äktenskap. Han växte upp först i Fredrikshamn och från åtta års ålder i Viborg. Han gick i stadens skola och kvällstid på Viborgs konstvänners ritskola. Han utbildade sig vidare på Finska Konstföreningens ritskola på Ateneum i Helsingfors 1893–1895 och 1895–1897 för Akseli Gallen-Kallela i Ruovesi. Därefter vistades han i Florens, Pisa, Rom, Neapel och Venedig i Italien från november 1897 och under första halvåret 1898.
Han intogs som medlem i Konstnärsgillet i november 1898 och tillträdde en tjänst som lärare i Viborgs konstnärsvänners ritskola i januari 1899. I juni samma år inledde han en längre studieresa i Ryssland, bland annat i Kaukasus. Han gjorde senare ytterligare resor till Italien, Frankrike och USA.
Han utförde bland annat symbolistiska målningar, till exempel Dödens trädgård (1896), Den sårade ängeln (1903), Flodstranden och Döden i en vemodig, bisarr stil som till viss del påminner om Ivar Arosenius målningar.
Han gifte sig 1910 med Anni Bremer, som hade varit hans elev i Ateneum, och fick med henne två barn. Dottern Uhra-Beata Simberg-Ehrström blev textilkonstnär. Han är begravd på Sandudds begravningsplats i Helsingfors.

## Verk

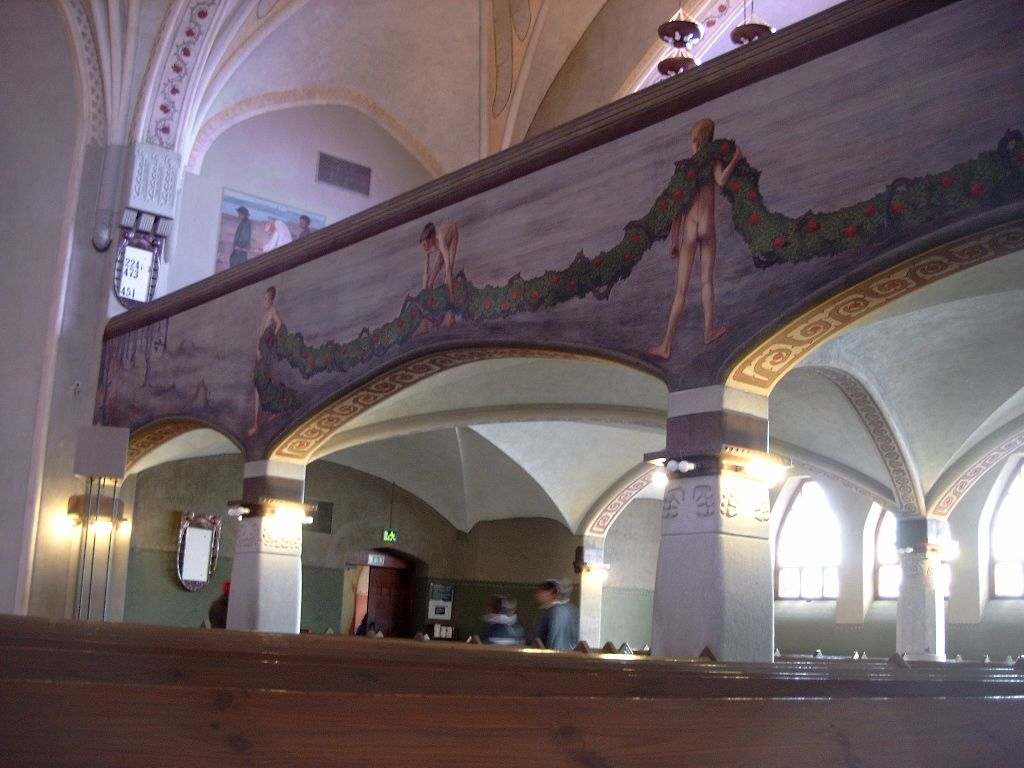
Fresker i Tammerfors domkyrka.

Hugo Simbergs konst rönte inte större erkänsla under hans livstid. Efter hans död hölls två utställningar i Helsingfors, en på Ateneum och en på Strindbergs konstsalong, vilket ledde till större intresse hos allmänhet och kritiker. I Sverige hölls två utställningar 1924 och 1929 med finländsk konst, där verk av Hugo Simberg hängdes tillsammans med verk av Akseli Gallen-Kallela på hedersplats. Detta ledde till inköp av Nationalmuseum och Malmö museum av oljemålningar och etsningar.
Målningen Den sårade ängeln röstades 2006 fram som Finlands nationalmålning i en omröstning, som anordnades av Ateneum.
| ”                             | Hugo Simberg hör till de märkligaste konstnärer vår tid haft att uppvisa och hans betydelse för Finlands konst kan därför icke nog värdesättas. ... De eviga livsvärdena har han på ett inspirerat sätt och i en alltid varierande och personligt betonad sagoform framställt konstnärligt enkelt, rent och vackert. | „ |
| – Sigrid Schauman (1877–1979) | |   |

## Offentliga verk i urval
- Fresker i Tammerfors domkyrka, 1904

## Bildgalleri

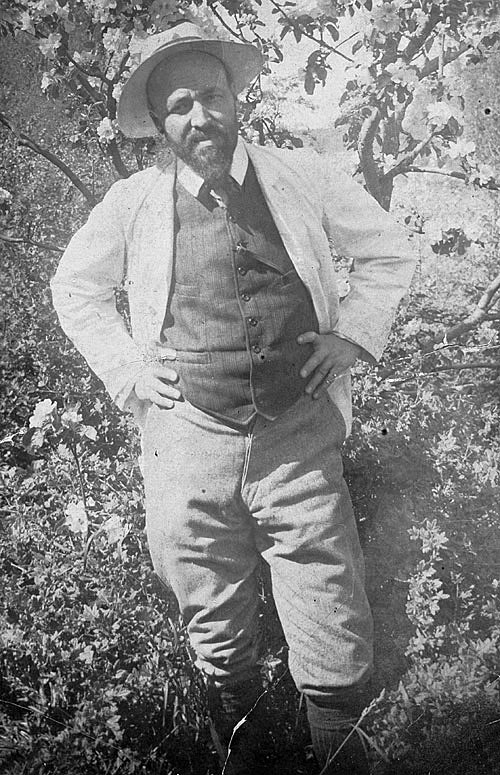
Hugo Simberg i sin trädgård (1907)
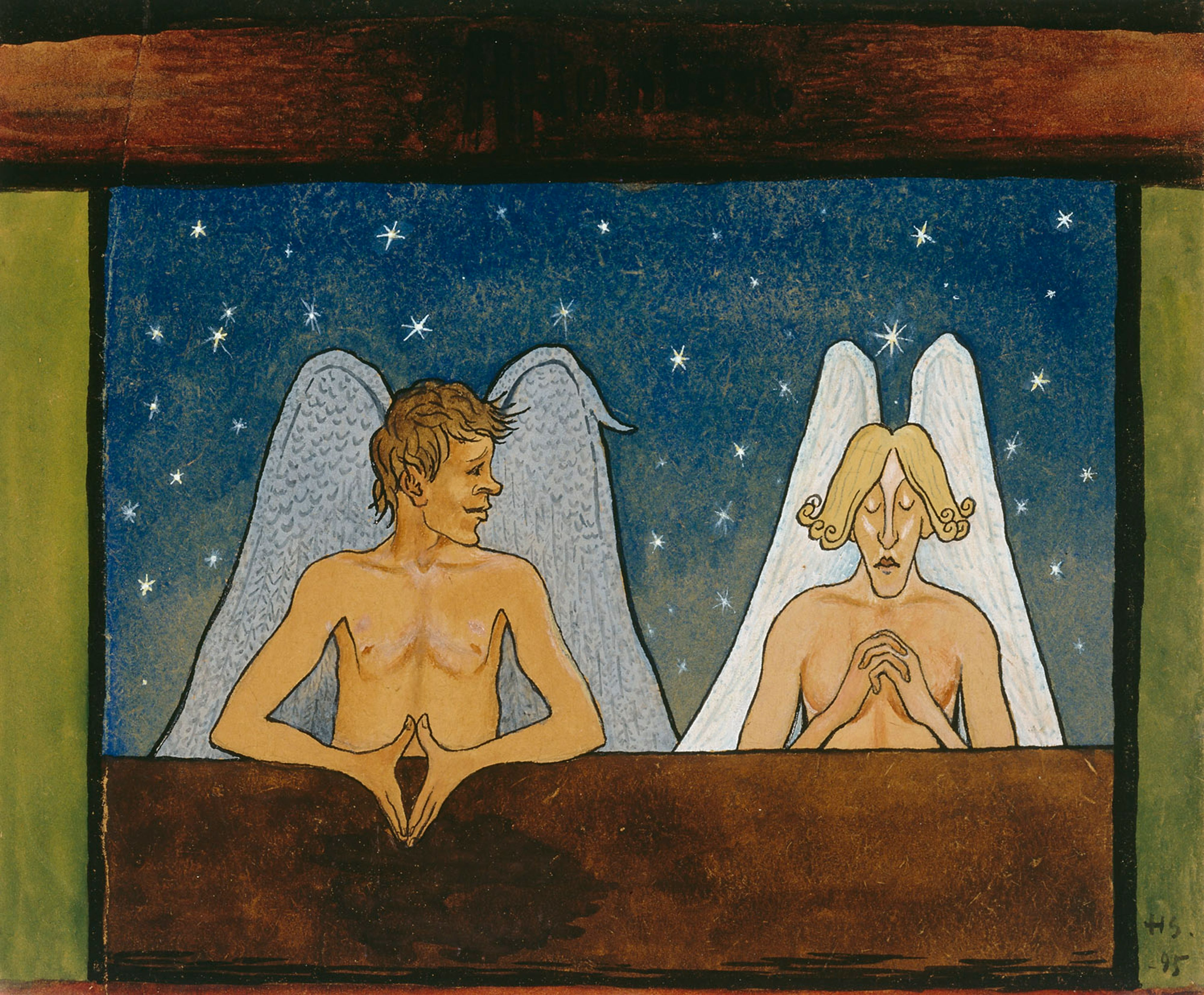
Andakt[11] (1895)
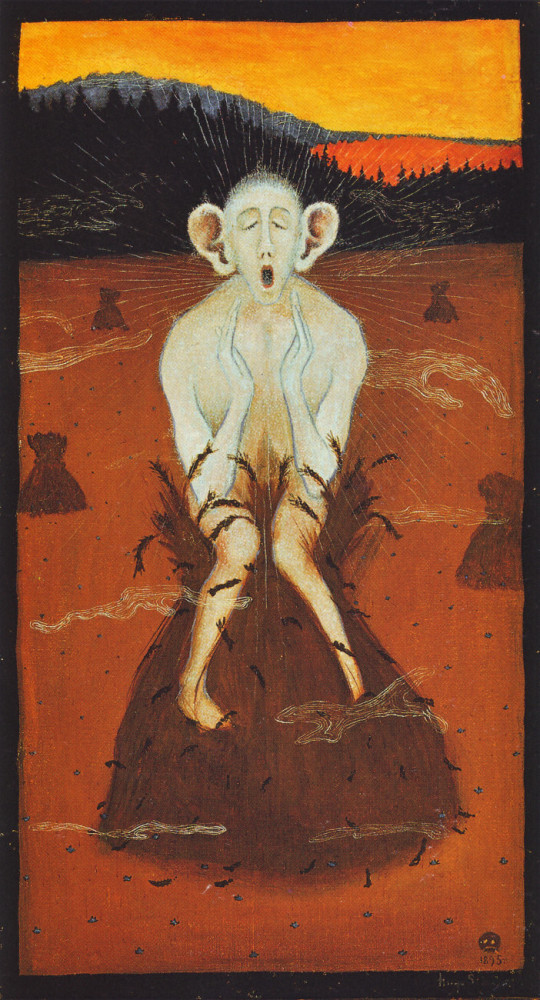
Frosten (1895)
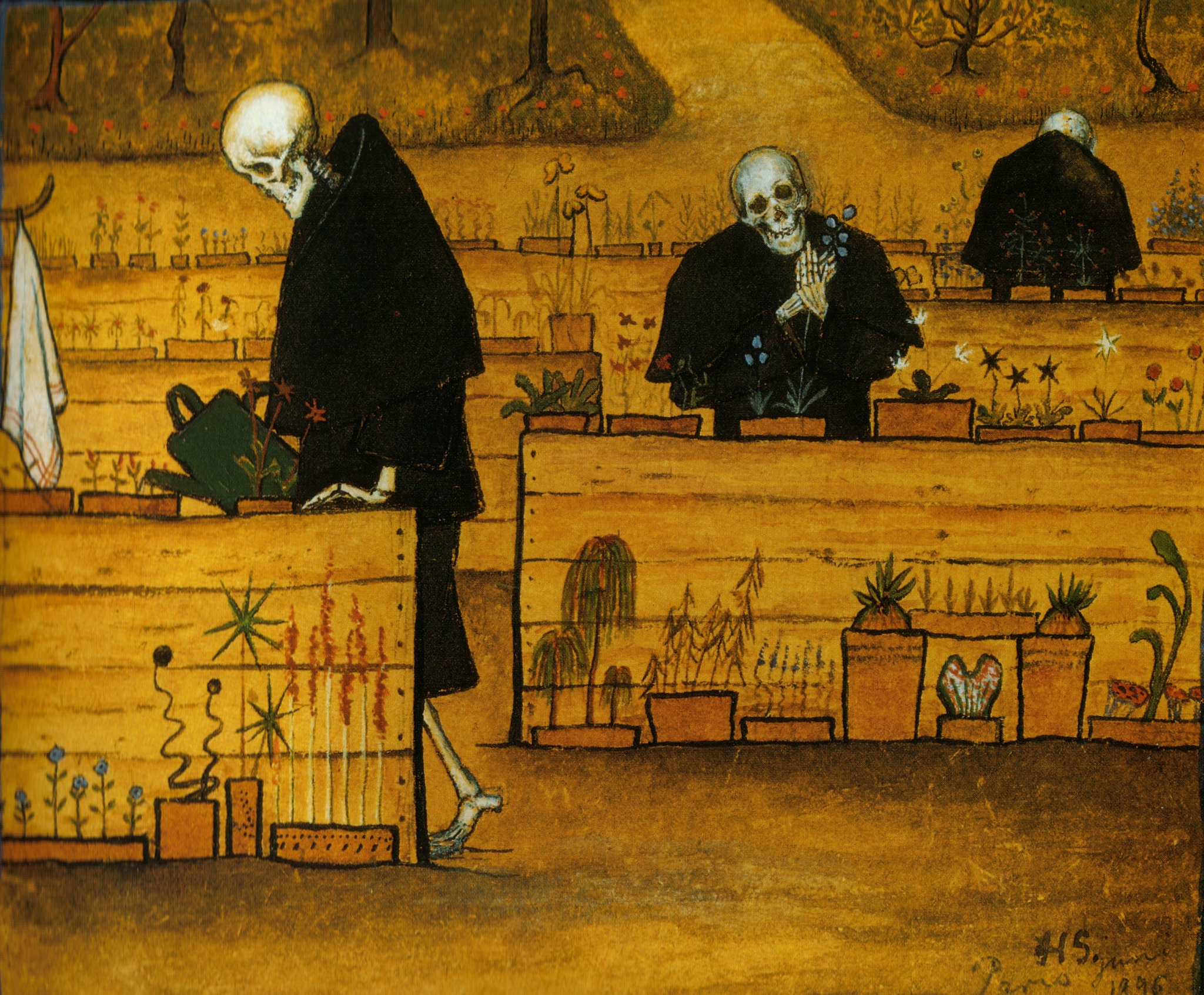
Dödens trädgård (1896)
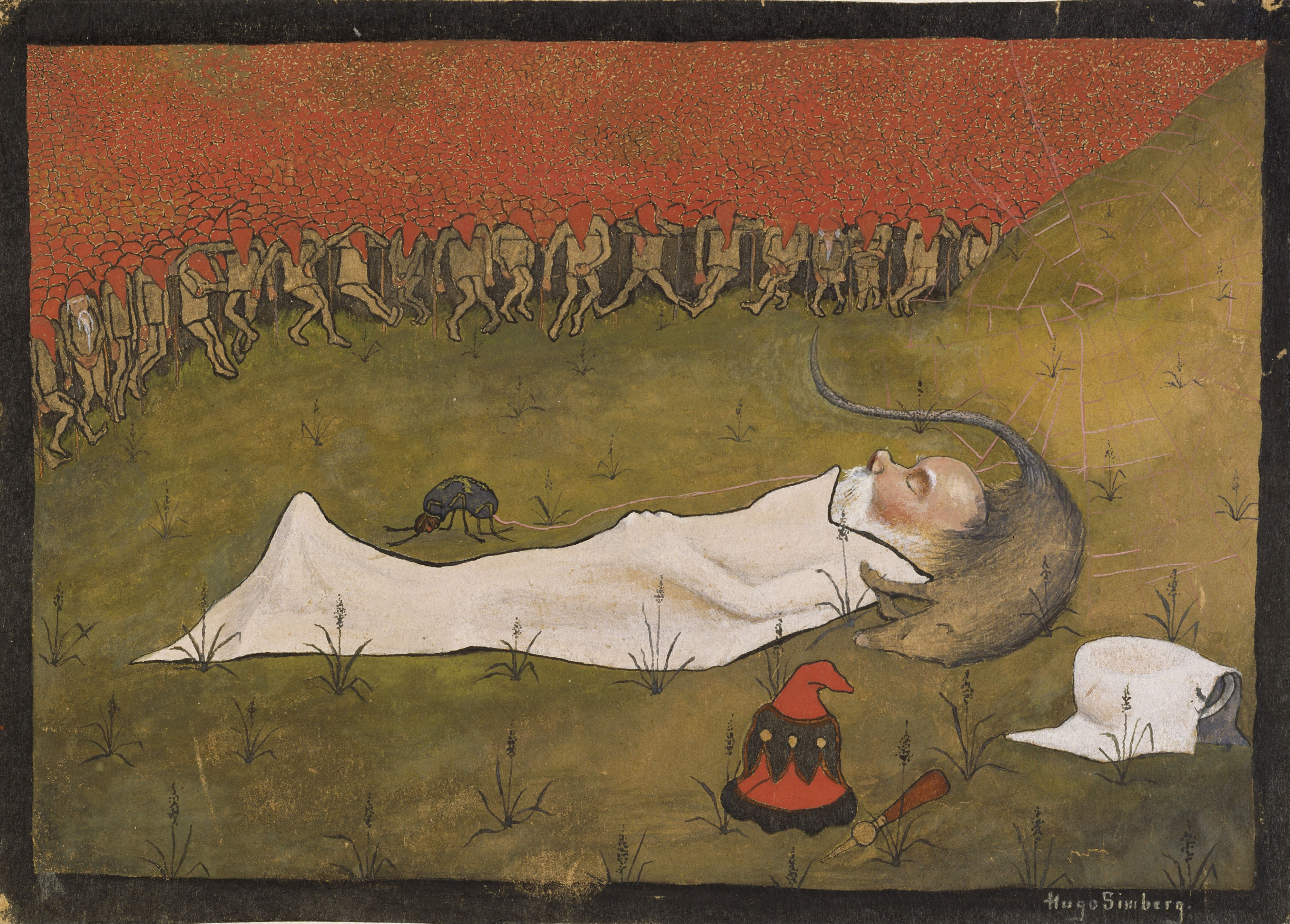
Tomtekungen sover[12] (1896)
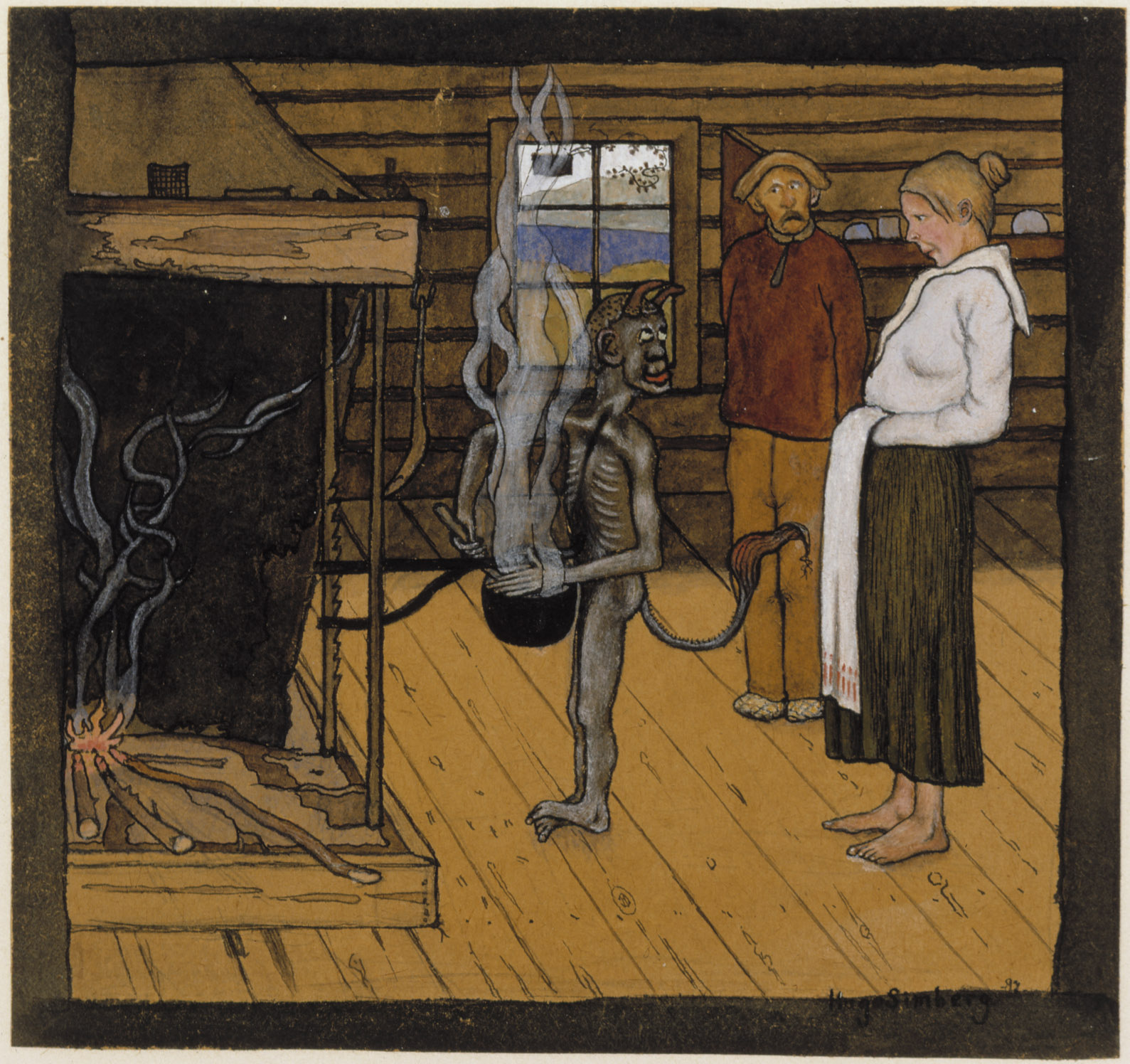
Fan vid grytan[13] (1897)
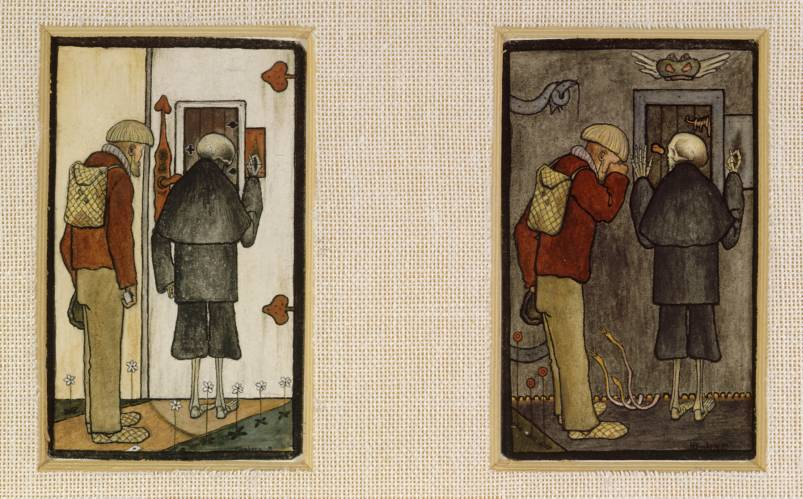
Bonden och Döden framför portarna till Paradiset och Helvetet (1897)
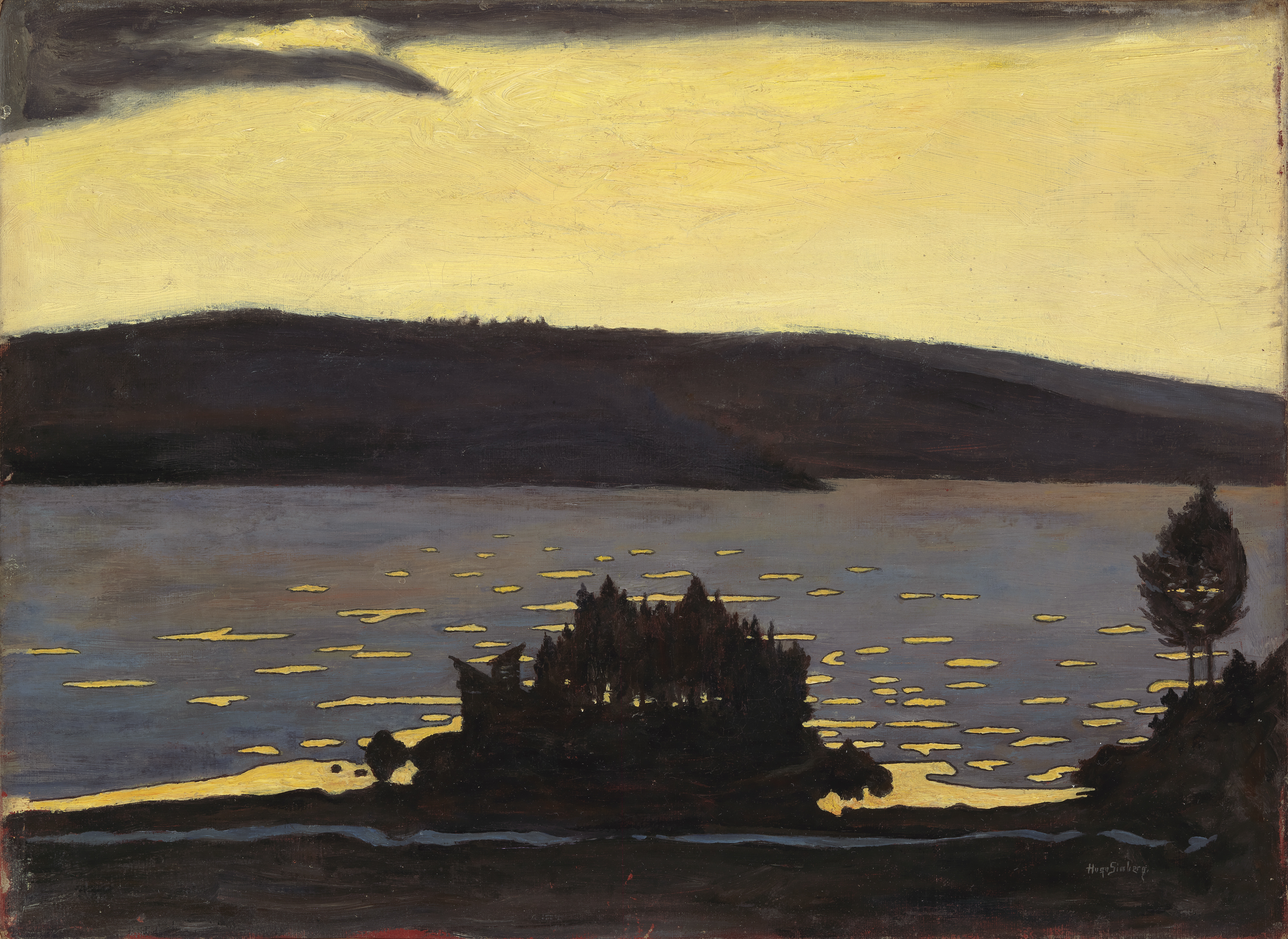
Kvällsbild vid issmältningen (1897)
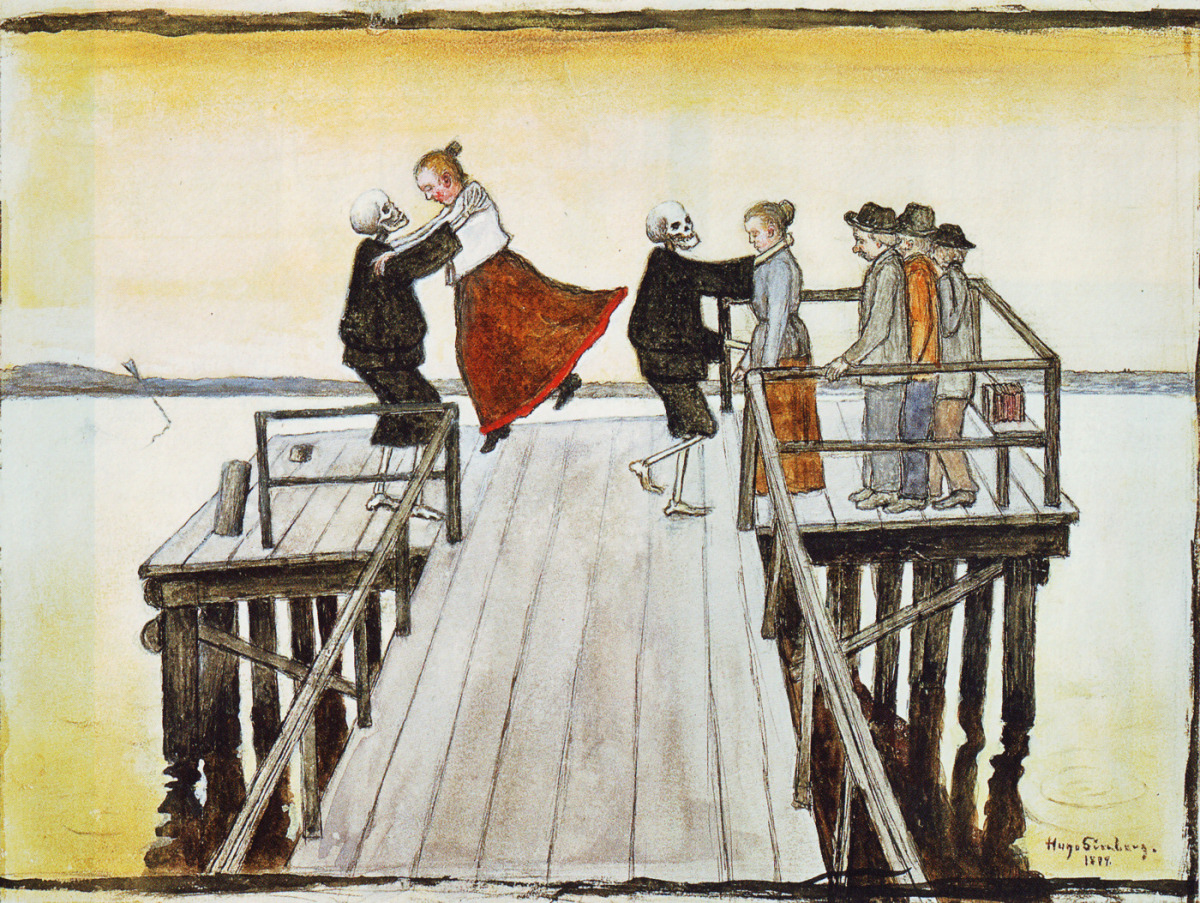
Bryggdans (1899)
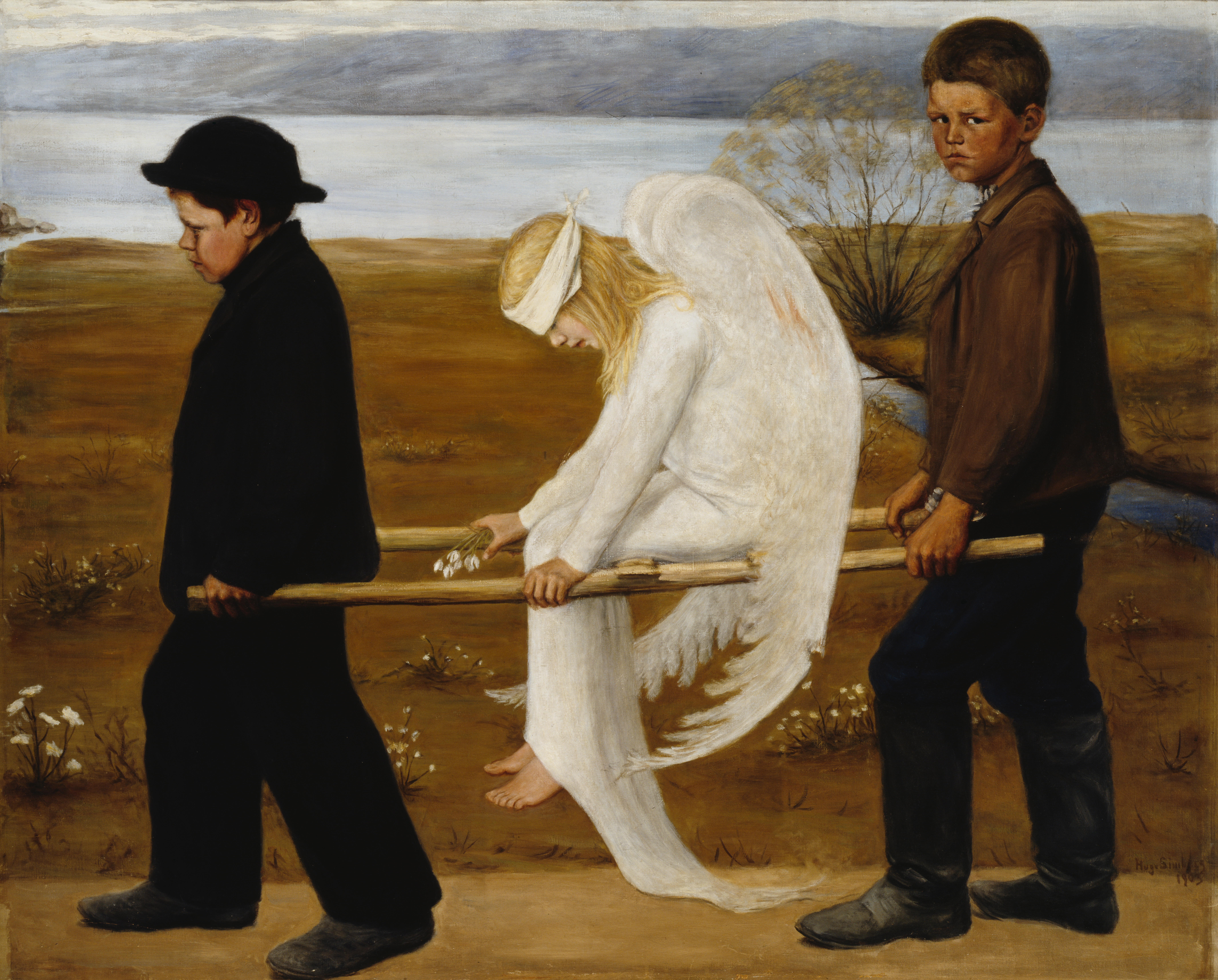
Den sårade ängeln (1903)
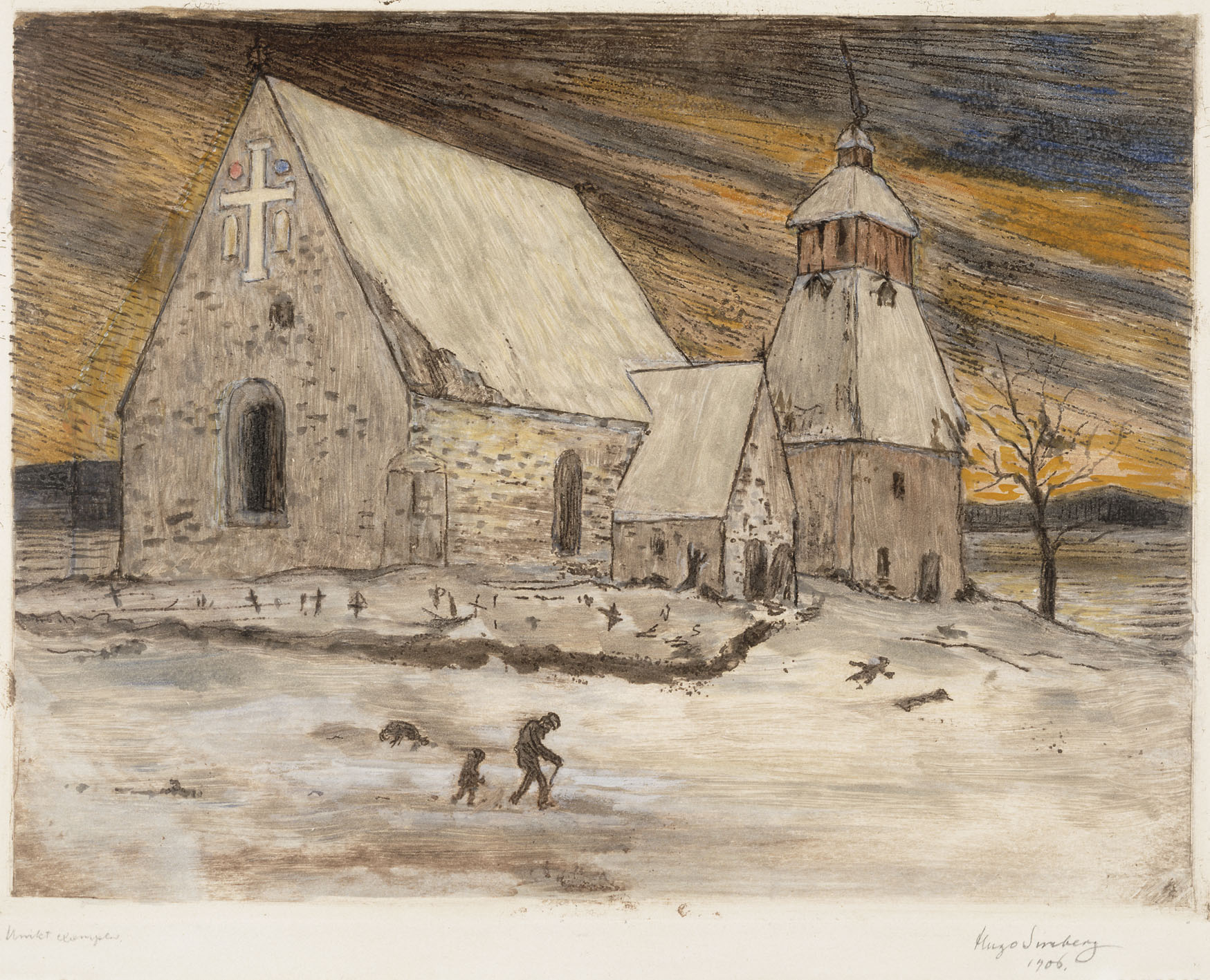
Svarta Döden (1906)
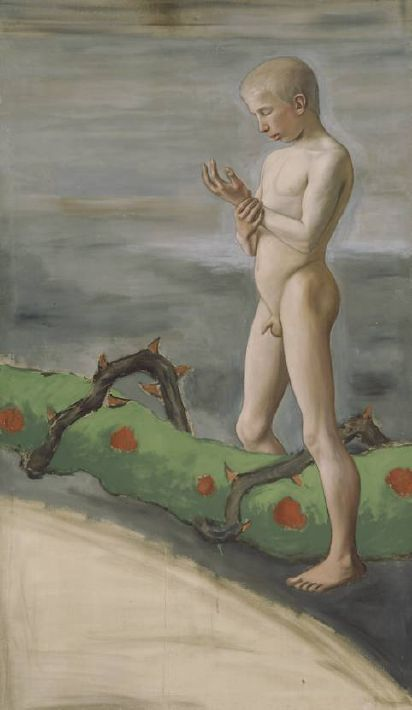
Förarbetet till fresk i Tammerfors domkyrka (1906)
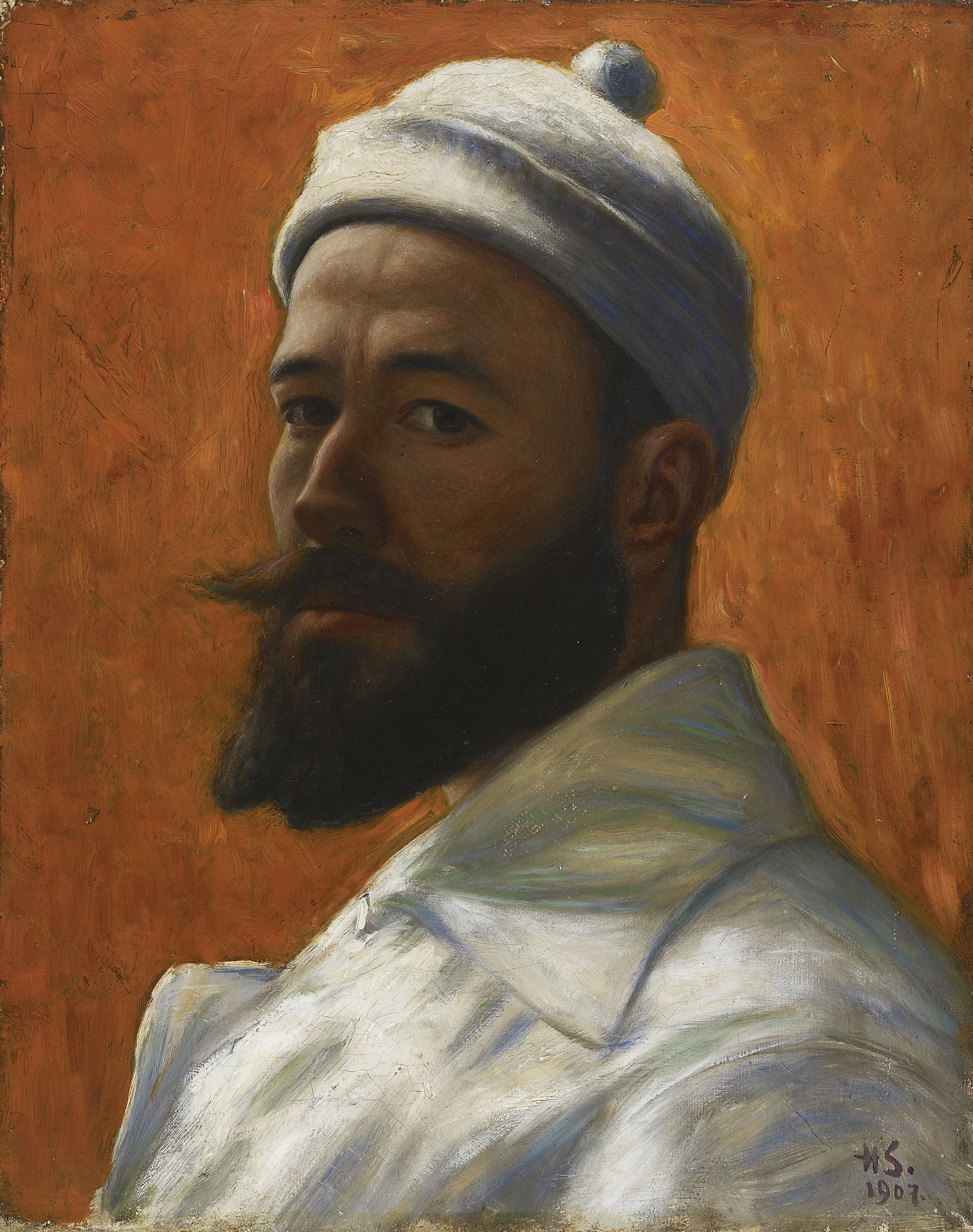
Självporträtt (1907)
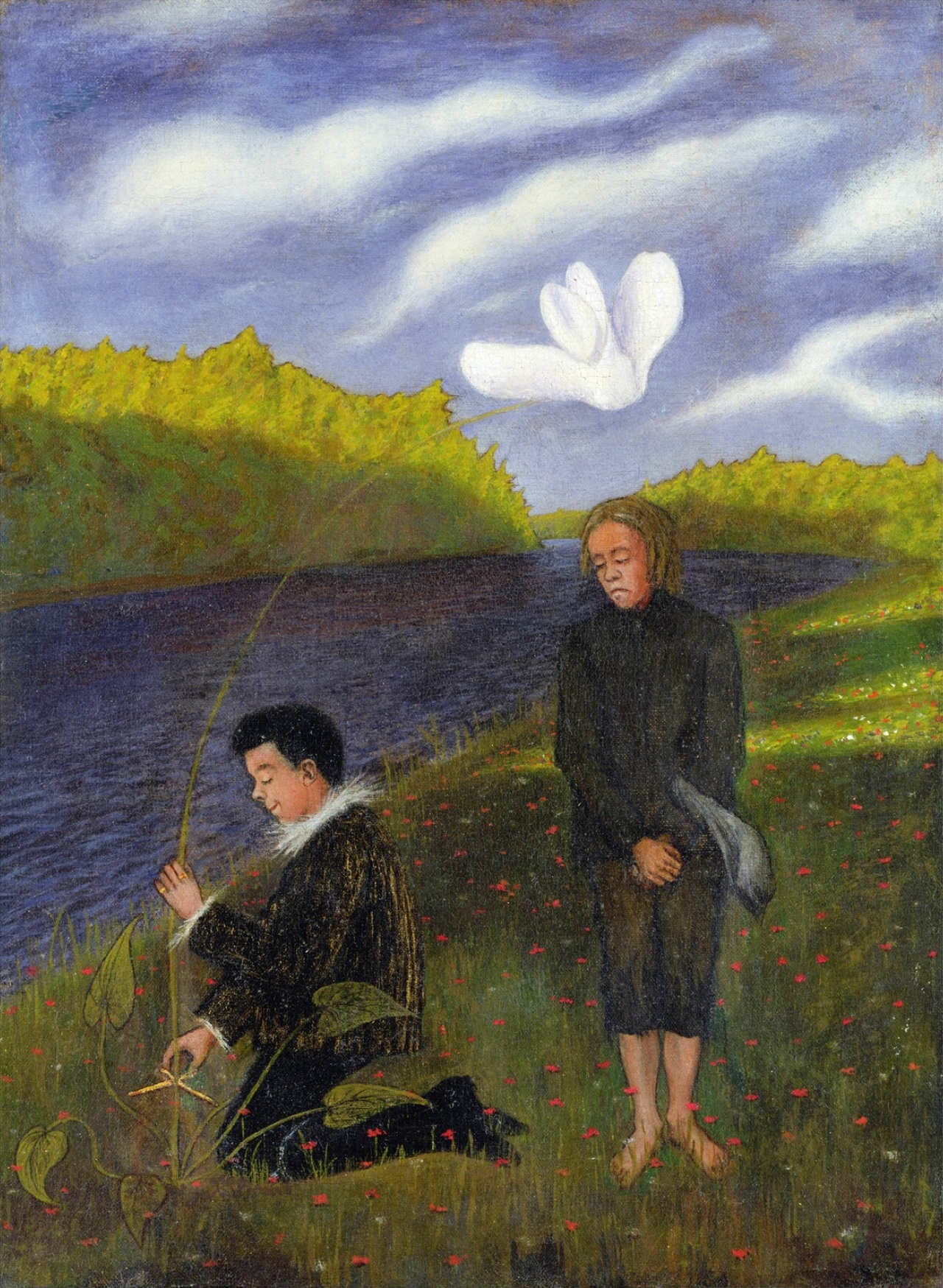
Den underbara blomman (u. å.)

### Biografier
- Saarikivi, Sakari: Hugo Simberg: Hans liv och hans verk. Söderström & Co, Helsingfors 1951.